# Drapeau de la Franche-Comté
Le drapeau de la Franche-Comté ou drapeau comtois est aujourd'hui un drapeau régional français inspiré du blason de la province de Franche-Comté lui-même inspiré des armes du comte de Bourgogne. Le bleu et le jaune y dominent avec un fond d’azur semé de billettes d’or mettant en valeur en son centre un lion d'or couronné, debout et de profil, la langue et les griffes de couleur rouge sorties. Il possède également sa propre devise : « Où flotte le drapeau comtois, qui que tu sois, tu es chez toi ! ». Comme beaucoup d'autres symboles locaux, il fut plusieurs fois menacé de disparition, soit par manque d'intérêt de la population, soit lorsque les blasons de ce type furent abolis, à la suite notamment de la conquête et la Révolution française. Mais, à la fin des années 1980, le blason comtois connaît un regain d'attention. Le président de la région, Edgar Faure, voulant lui redonner ses titres de noblesse et le réutiliser, crée alors le drapeau tel qu'il est. Au XXIe siècle, l'étendard franc-comtois, s'il est encore peu commun dans la région, voit sa popularité progresser.

## Description

Blason comtois.

Le drapeau de la Franche-Comté est blasonné, c'est-à-dire qu'il est basé sur les armoiries de la région. Le drapeau est donc décrit ainsi : sur champ d'azur semé de billettes d'or sans nombre, un lion d'or de Bourgogne rampant, armé et lampassé de gueules, brochant sur le tout,,,,. De nombreuses versions contemporaines du drapeau franc-comtois existent, dont beaucoup prennent des libertés à l'égard de l'original officiel. Ainsi, la quasi-totalité des nouvelles versions arborées du lion omettent son sexe ainsi que souvent ses griffes et sa langue rouges. Aussi, les couleurs sont le plus souvent réduites au seul or et azur.

## Histoire

### Le premier blason

Blason bourguignon.

À l'époque du Comté de Bourgogne, un blason précéda celui qui a servi de modèle au drapeau . En effet, quand les nobles se dotèrent de blasons dans la seconde moitié du XIIe siècle, les comtes de Bourgogne étaient issus d'Otton Ier de Bourgogne, fils cadet de l'empereur Frédéric Ier Barberousse. Ils choisirent l'aigle pour emblème qu'ils mirent d'argent sur un fond de gueules à l'image de leur connivence avec le Saint-Empire romain germanique.

### Création du blason comtois
L'origine du nouveau blason remonte à la fin du XIIIe siècle, certainement entre 1278 et 1279, à l’époque où le pouvoir du comté de Bourgogne est entre les mains d’Othon IV,,. Afin de se rapprocher du Royaume de France, il abandonne l’aigle de ses ancêtres, qui rappelait l'allégeance au Saint Empire romain germanique, et conçoit un nouvel emblème pour la Comté,,. Ainsi, Othon IV met en scène un lion d’or sur un fond d’azur aux billettes d'or pour représenter la région,.

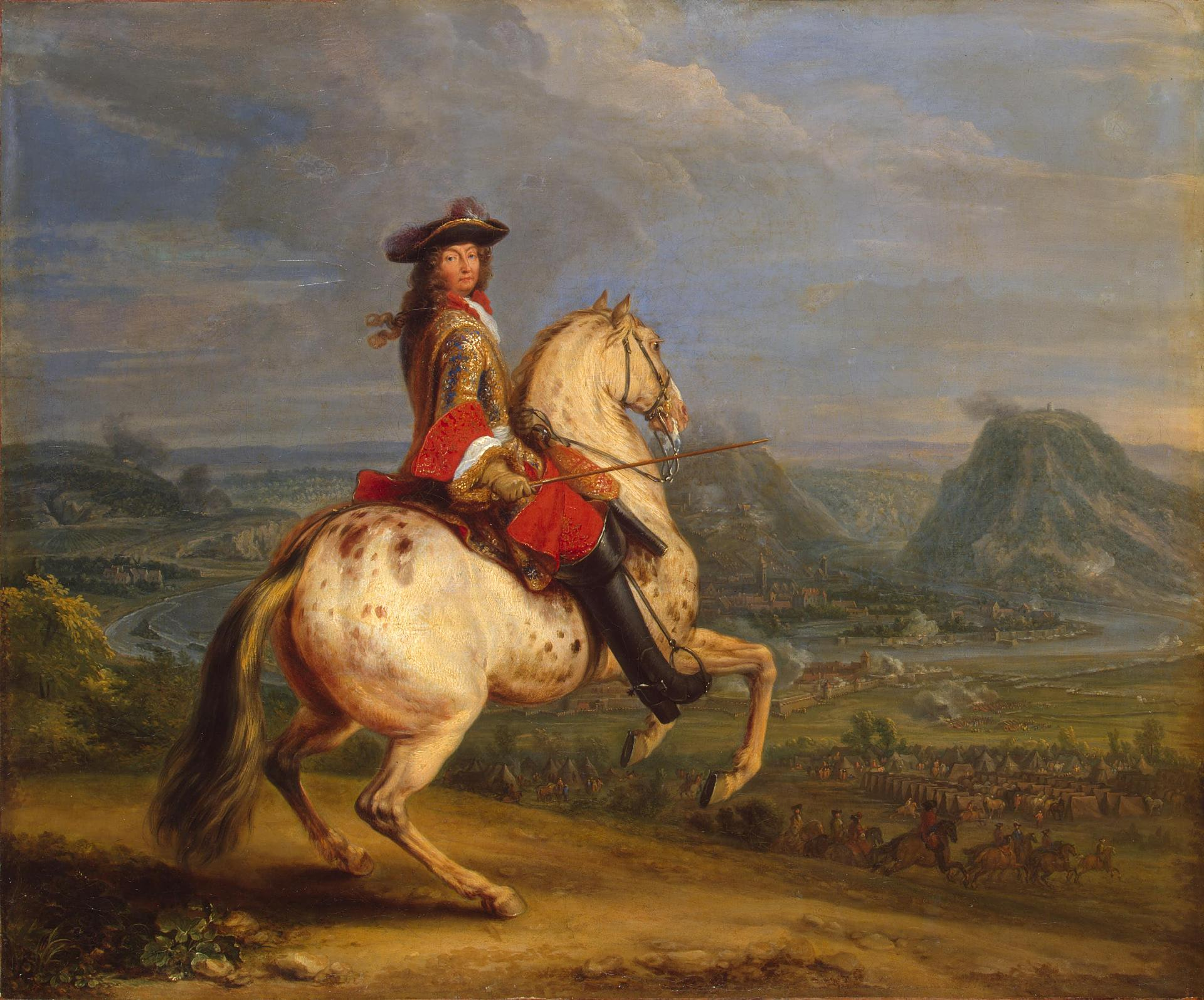
Louis XIV au siège de Besançon en 1674, prenant la Franche-Comté.

Au XVIe siècle, l’institution libérale des États de Franche-Comté acheva, de par la décoration de son sceau, le blason : le lion fut surmonté d’une couronne de comte, et entouré du collier de l'Ordre de la Toison d'or,,. Cependant, on note à partir de cette époque que la confection des blasons varie, puisque cette ornementation, qui ne fut pas officiellement décrétée, fut plus ou moins appliquée,,. De plus, le lion a perdu ses griffes, sa langue rouge et surtout son sexe sur certains drapeaux, apparemment par pudeur et surtout pour ne pas effrayer ceux qui le croisent. Ainsi le membre viril a été camouflé sous un large pan de fourrure, bien que les spécialistes d’héraldique jugent que « le lion doit avoir un sexe car, s’il n’en a pas, c’est un lâche pendant la bataille. »
Au cours de la Guerre de Dix Ans, plusieurs événements vont contribuer à la diffusion des valeurs comtoises. Le plus célèbre est le « Comtois, rends-toi ! Nenni ma foi ! » devise de la Franche-Comté, qui aurait été prononcé au cours d'un conflit en 1636, lors du siège de Dole. Les assaillants français auraient crié : « Comtois, rends-toi ! » auxquels les assiégés dolois, du haut des remparts de leur ville, répondirent : « Nenni, ma foi ! ». Après 1678 et l'annexion de la Franche-Comté lors des traités de Nimègue, le blason et tous autres symboles sont désavoués en faveur des fleurs de lys de Louis XIV. Puis le blason disparait presque complètement après la Révolution française de 1789, dont un des décrets abolit les armoiries locales.

### Le retour du lion

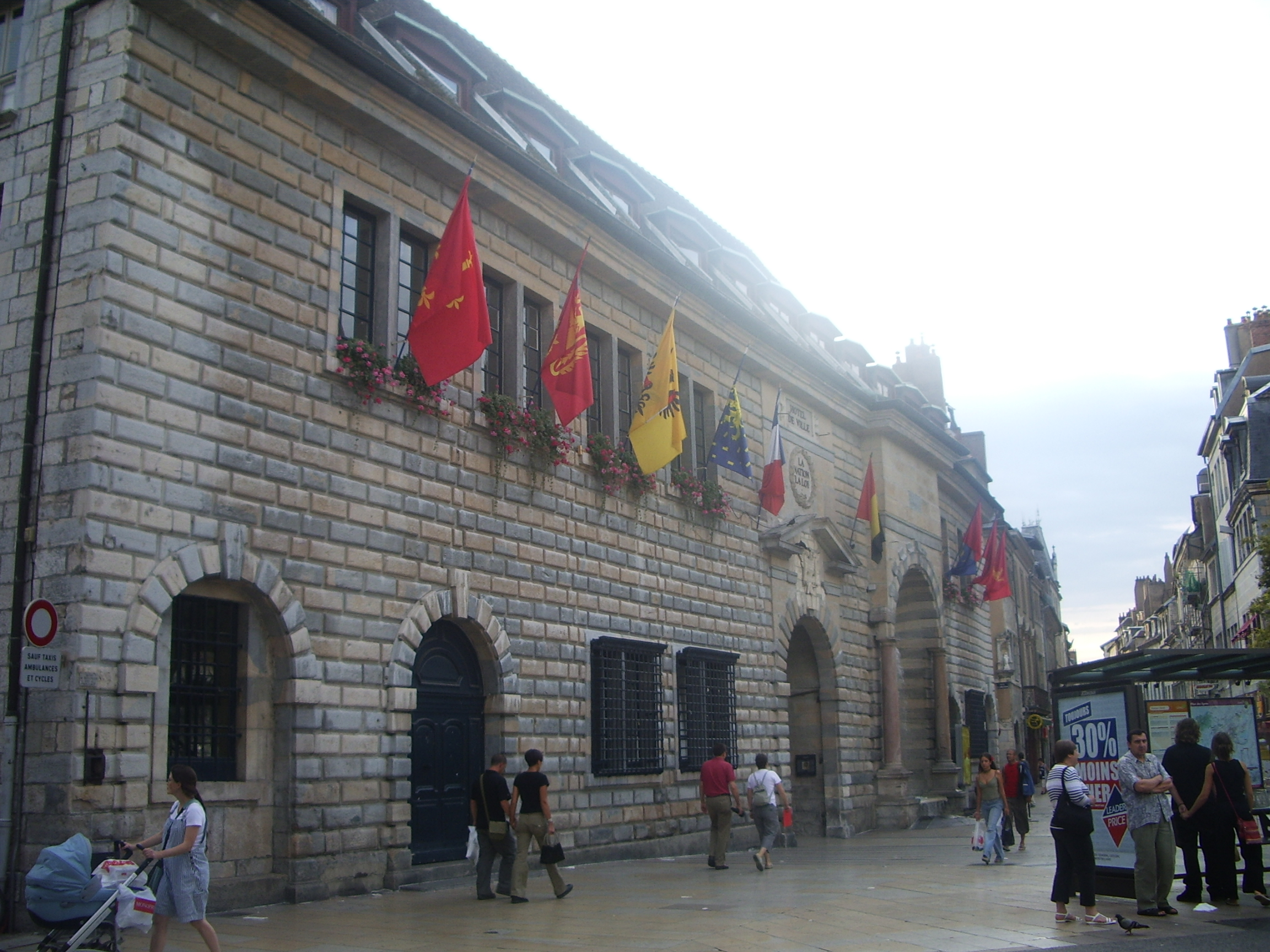
Hôtel de ville de Besançon, où flottent de nombreux drapeaux dont le franc-comtois.

Presque tombé dans l'oubli, le lion franc-comtois réapparaît cependant de manière sporadique grâce à l'initiative d’historiens ou de graveurs. Ce n'est pourtant qu'à la fin des années 1980 qu'il fait son retour grâce aux élus de l'époque qui souhaitaient que la région ne rompe pas avec son passé. Ainsi Edgar Faure et ses proches, très réticents au début car ils assimilaient cela à du régionalisme, réalisent le drapeau orné des anciennes armoiries de la province, et le mettent à la disposition des communes et organisateurs de manifestations. Aujourd'hui, même si le succès est bien moindre qu'en Bretagne ou en Corse, le drapeau franc-comtois est tout de même parvenu à s'imposer et à pénétrer des intérieurs de particuliers. On peut en voir quelques-uns  en haut des façades ou sur un balcon, et même chez certains expatriés à l'étranger. Il fut également arboré en Afghanistan lorsqu'un soldat originaire de la région fut affecté dans ce pays.
Même s'il est encore parfois difficile de se procurer ces étendards, plusieurs magasins le proposent à la vente, et il est notamment possible d'en acquérir sur Internet. Il existe plusieurs références du lion comtois : on le retrouve par exemple dans la sculpture de Frédéric Auguste Bartholdi à Belfort, sur la marque Peugeot qui s'approcha progressivement du blason alors qu'ils n'avaient aucun lien à la base, ou encore sur le logo du Football Club Sochaux-Montbéliard qui a contribué à son succès en arborant un lion y ressemblant. Les blasons de toutes les villes comtoises sont coupés en tête du lion de la province, à la seule exception de Besançon en sa qualité de capitale porte des armoiries complètes et sans coupure,,.
De nos jours, peu de municipalités pavoisent leur commune aux couleurs du drapeau franc-comtois, et les rares qui le font utilisent le plus souvent une reproduction plus ou moins proche de l'original. Cela est dû à la fois à un souci financier et à une perte globale des valeurs et de l'identité comtoise. Cependant dans la ville de Besançon, il est visible à Micropolis et sur certains bâtiments officiels tel que l'hôtel de ville, la mairie ou le conseil régional, et parfois sur le pont Battant. On le voit également fréquemment dans d'autres localités, notamment à Pontarlier, Dole, Belfort, Ornans et Arc-et-Senans (sur la route du sel). Le Mouvement Franche-Comté tente d'amener le drapeau au rang de véritable emblème, et son président Jean-Philippe Allenbach s'est d'ailleurs ému que les plaques minéralogiques de la région ne puissent pas intégrer cet étendard. Selon un sondage d'opinion[Quand ?], plus de 90 % des Francs-Comtois se déclarent satisfaits d'avoir leur drapeau.

## Déclinaisons
Le blason de la Franche-Comté fut utilisé comme base pour la création des blasons des départements du Doubs, du Jura et de la Haute-Saône, ainsi que de nombreuses communes, tel que Baume-les-Dames, Montferrand-le-Château, Ornans, Sochaux, Andelot-en-Montagne, Beaufort, Bletterans, Château-Chalon, Chaumergy, Courbouzon, Dole, Montmirey-la-Ville, Mouchard, La Pesse, Le Pin, Poligny, Port-Lesney, Saint-Amour, Tavaux, Villers-Farlay, Aillevillers-et-Lyaumont, Barges, Clairegoutte, Faucogney-et-la-Mer, Jussey, Luxeuil-les-Bains, Noidans-le-Ferroux, Saulx, Vauvillers, Gray, Vesoul, Villersexel, Angeot, Auxelles-Bas, Bavilliers, Chavannes-les-Grands, Frais, Pérouse, Petitmagny, Romagny-sous-Rougemont ou encore Saint-Dizier-l'Évêque, et existe sous de multiples formes dans plusieurs autres régions de France. Certains de ces blasons ont inspiré des drapeaux, comme pour les départements du Doubs, du Jura et de la Haute-Saône.

Drapeau du Doubs.
Drapeau de la Haute-Saône.
Drapeau du Jura.